# Nižné Nemecké
Nižné Nemecké (allemand : Niederdeutschendorf) est un village de Slovaquie situé dans la région de Košice.

## Histoire
Première mention écrite du village en 1353.

## Démographie

### Évolution de la population
| Année:               | 1994. | 2004.   | 2014.   | 2024.   |
| -------------------- | ----- | ------- | ------- | ------- |
| Nombre de personnes: | 338   | 334     | 327     | 308     |
| Différence:          |       | -1,18 % | -2,09 % | -5,81 % |

| Année:               | 2023. | 2024.   |
| -------------------- | ----- | ------- |
| Nombre de personnes: | 311   | 308     |
| Différence:          |       | -0,96 % |

## Politique
| Nom         | Parti politique | Date de l'élection | Fin du mandat |
| ----------- | --------------- | ------------------ | ------------- |
| Milan Husár | SNS             | 02.12.2006         | Déc. 2010     |